# برجسته‌نما

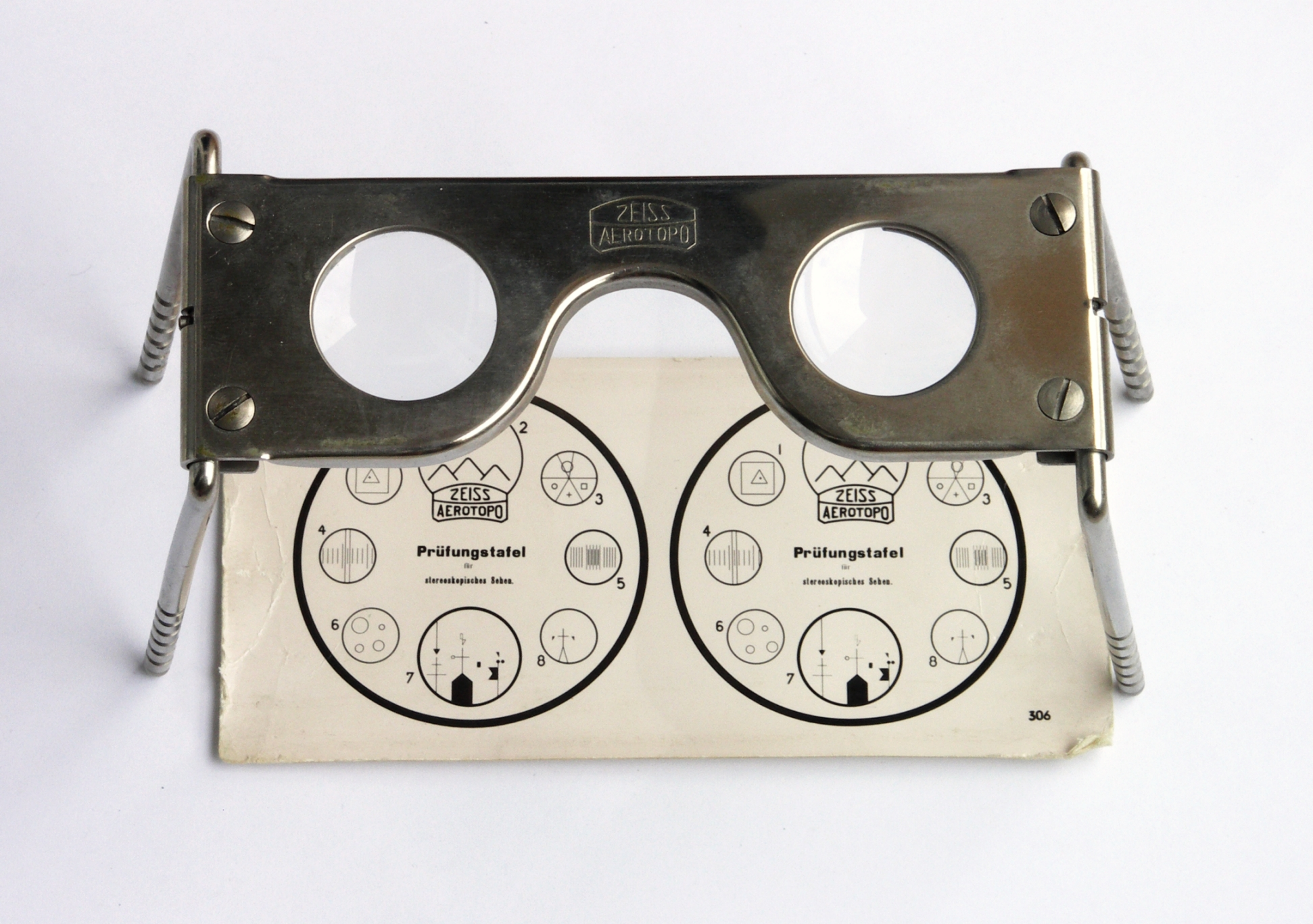
برجسته‌نمای جیبی کارل زایس به همراه تصویر آن

برجسته‌نما، برجسته‌بین یا استریوسکوپ (به انگلیسی: stereoscope) نام دستگاهی است که با استفاده از آن می‌توان تصاویری که چشم چپ و چشم راست به تنهایی می‌بیند را با هم ادغام کرده و تصویر سهٔ بعدی (مجازی) را نشان بدهد.
برجسته‌بین دارای دو لنز چشمی است. هر لنز چشمی تصویر را بزرگتر و کمی دورتر از حد معمول نشان می‌دهد؛ و برای کسی که دید عمقی نرمال دارد لبه‌های عکس در هم فرومی‌رود و یک پنجره استریو دیده می‌شود.
در حال حاضر تصاویر به نحوی تولید می‌شوند که این پنجره در پشت عکس دیده می‌شود؛ که گاهی تصاویر طوری دیده می‌شود که به نظر قسمتی از تصاویر جلو آمده است اما همیشه به همین منوال نیست. در بعضی از آن‌ها از محدودکننده دید برای جلوگیری از سردرگمی چشم‌ها استفاده می‌شود.
بیشتر مردم می‌توانند با تمرین توانایی دیدن این تصاویر را بدون برجسته‌بین را به دست آورند. اما این کار باعث خستگی و درد چشم می‌شود.
اگرچه در حال حاضر دستگاه‌های زیادی وجود دارندکه با استفاده از آن‌ها می‌توان تصاویر سه‌بعدی را مشاهده کرد. همانند عینک‌های قرمز-سبز (آبی) که با استفاده از آن‌ها می‌توان تصاویر مخصوص را به صورت برجسته دید.